# Omer Alfred Robidoux
Omer Alfred Robidoux OMI (* 19. Dezember 1913 in Saint-Pierre-Jolys, Manitoba, Kanada; † 12. November 1986) war ein kanadischer Ordensgeistlicher und römisch-katholischer Bischof von Churchill-Hudson Bay.

## Leben
Omer Alfred Robidoux trat 1934 der Ordensgemeinschaft der Oblaten der Unbefleckten Jungfrau Maria bei und studierte Philosophie und Katholische Theologie an der Universität Ottawa. Er empfing am 29. Juni 1939 das Sakrament der Priesterweihe. Robidoux wurde an der University of Manitoba zum Doktor der Theologie promoviert.
Von 1941 bis 1951 war Omer Alfred Robidoux als Missionar in Lestock, Saskatchewan tätig. Anschließend lehrte er bis 1958 an der High and Elementary School in Lebret, bevor er Leiter und Lehrer an der Assiniboia School in Winnipeg wurde. Von 1965 bis 1970 war Robidoux Verantwortlicher für die Erwachsenenbildung im Erzbistum Winnipeg.
Am 7. März 1970 ernannte ihn Papst Paul VI. zum Bischof von Churchill-Hudson Bay. Der Erzbischof von Winnipeg, George Bernard Kardinal Flahiff CSB, spendete ihm am 21. Mai desselben Jahres die Bischofsweihe; Mitkonsekratoren waren der Erzbischof von Saint-Boniface, Maurice Baudoux, und der Erzbischof von Keewatin-Le Pas, Paul Dumouchel OMI.
Sein Grab befindet sich auf dem Saint Boniface Cemetery in Winnipeg.